# ネットワーク・7
『ネットワーク・7』（ネットワーク・セブン）は、1995年4月1日から2001年3月31日までミヤギテレビ (MMT)、青森放送 (RAB)、テレビ岩手 (TVI)、秋田放送 (ABS)、山形放送 (YBC)、福島中央テレビ (FCT)、テレビ新潟 (TeNY) のNNS加盟局7局がブロックネットしていた東北電力提供の情報番組である。

## 概要
毎週土曜 10:00 - 10:30 （日本標準時）に放送されていた。テーマ曲はポール・モーリアの「Felicidad (Margherita)」 （邦題：海辺のフェリシダ）。
この番組以前には『久里千春のさわやかネットワーク』（1986年3月 - 1989年3月31日）や菅原孝司会の『白い国紀行』（1989年4月3日 - 1993年3月26日）など、同様の形態の番組が月曜 - 金曜の午前に放送されており、その後番組である『伊東四朗のOh!千客万来』（1993年4月3日 - 1994年3月26日）と『真屋順子の笑顔to（と）えがお』（1994年4月2日 - 1995年3月25日）は週に1回のペースで放送されていた。
青森放送はこの番組から、ミヤギテレビが製作する東北電力提供番組をネットすることとなった。青森放送はそれまで、FNSの仙台放送 (OX) が製作していた東北電力提供番組（『新サンデー・トーク』など）をネットしていたため、ミヤギテレビ製作の番組はTBS系列の青森テレビ (ATV) がネットするという腸捻転現象が続いていた（青森県にはFNS加盟のテレビ局がない）。しかし、本番組には各局からのニュース映像を取り扱うコーナーがあり、これが青森テレビの加盟するJNNのJNN協定に反する恐れもあったことから、ミヤギテレビ製作の番組を青森放送が、仙台放送製作の番組を青森テレビがネットするという系列に沿った形となった。
番組終了後の2001年4月からは、替わって土曜 10:30 - 11:25 に『月刊 元気一番"生"テレビ』が月に1回のペースで放送されていた。

## 主な出演者
- 遠藤八郎（ジャーナリスト・大学教授）
- 盛朋子（ミヤギテレビアナウンサー・前述の青森放送・青森テレビの地元である青森県出身）